# Autoportret (Goya, 1773)
Autoportret (hiszp. Autorretrato) – obraz olejny hiszpańskiego malarza Francisca Goi.
Podczas swojego długiego życia Goya wykonał wiele autoportretów – przynajmniej piętnaście jest uznawanych za autorskie, w sumie jest ich ponad trzydzieści. Używał różnych technik: malarstwa, grawerstwa i rysunku. Przedstawiał się także na różne sposoby, np. klasycznie przed sztalugami z atrybutami malarza: Autoportret w pracowni i na wzór Velázqueza i jego Panien dworskich ze swoimi ważnymi klientami: Rodzina Karola IV, Rodzina infanta don Luisa czy Hrabia Floridablanca. Pojawia się także w scenie religijnej Kazanie świętego Bernardyna ze Sieny przed Alfonsem Aragońskim, rodzajowej La novillada (Walka młodych byków), na rysunku ze swoją muzą księżną Albą czy na Autoportrecie z doktorem Arrietą namalowanym jako wotum dziękczynne. Istnieje również kilka podobizn Goi wykonanych przez innych artystów, m.in. przez Vicentego Lópeza (Portret Goi w wieku osiemdziesięciu lat).
Jest to najstarszy znany autoportret Goi, być może pierwszy, jaki kiedykolwiek namalował. Dokładna data powstania dzieła nie jest znana. Przypuszcza się, że Goya mógł namalować ten autoportret dla swoich rodziców i podarować im go przed swoją podróżą do Włoch w 1770 roku, lub stworzyć go już we Włoszech i stamtąd wysłać do Hiszpanii. Innym możliwym powodem wykonania autoportretu mogły być pierwsze sukcesy zawodowe Goi lub jego ślub z Josefą Bayeu w 1773 roku.
Goya ma tutaj nieco ponad dwadzieścia lat, jest młodym ambitnym malarzem u progu wielkiej kariery. Spogląda prosto na widza, co wskazuje na jego silny charakter. Artysta nie był szczególnie przystojny. Przedstawił się z burzą loków na jednolitym, ciemnym tle, nadając swojej postaci cechy romantyczne. Na głowie ma typowy dla zawodu malarza czarny biret.